# Hekatonhiri
Hekatonhiri ili Storuki (grč. Ἐκατόγχειρες, Hekatógkheires) u grčkoj mitologiji golemi su storuki divovi, Uranovi i Gejini (stvoriteljica zemlje) sinovi. Njihov su pandan u rimskoj mitologiji Centimani.

## Etimologija
Ime Hekatonhira izvedeno je od grčkih riječi ἑκατόν, hekatón = "sto" i χείρ, kheir = "ruka". Dakle, oni su bili "storuki". Ista etimologija vrijedi i za njihove rimske pandane Centimane (lat. centum = "sto", manus = "ruka").

## Karakteristike
Hekatonhiri su bili divovi nevjerojatne snage i bijesa, braća Titana, Giganata i Kiklopa.
Storuki:
- Briarej (Βριάρεως. Briáreôs) ili Egeon (Αἰγαίων, Aigaíôn), "morska koza"  (prema Homeru,[1] Briarejem su ga zvali bogovi, a Egeonom smrtnici),
- Kot (Κότος, Kótos), "udarač", "bijesni",
- Gig ili Gij (Γύης, Gýês), "velikih udova".

## Mitologija
Ubrzo nakon njihova rođenja, njihov ih je otac Uran,Bog Neba, bacio u Tartar jer ih je smatrao odvratnim čudovištima. Također se spominje da je Geja poslije zamolila Krona da ih pusti iz Tartara, ali on nije htio te je tako začeta mržnja Hekatonhira prema Titanima.
U nekim se antičkim izvorima spominje inačica da je Uran, pri njihovu rođenju, vidio kako su ružni te ih je gurnuo natrag u Gejinu maternicu, što je nju jako uzrujalo i boljelo. Stoga je smišljala kako će svrgnuti Urana uz pomoć sina Krona. U ovoj ih je inačici mita u Tartar poslije zatvorio Kron. 
Hekatonhire je u Tartaru čuvala strašna Kampa, ženski zmaj, sve dok ih Zeus nije oslobodio, a Kampu ubio. Naime, Geja je rekla Zeusu da će mu poslužiti kao dobri saveznici protiv Krona. Za vrijeme Titanomahije, Hekatonhiri su bili bacali stijene velike poput planina na Titane te su ih tako svladali.
Prema Heziodu, tri Hekatonhira postala su potom čuvarima Tartarovih vrata. Neki izvori pišu da je Briarej bio neprijatelj Olimpa te da je nakon poraza pokopan na Etni. Prema Heziodu, Briarej je bio Posejdonov zet, Kimopolijejin muž. Također, prema Pauzaniju, Briarej je bio arbitrar u svađi između Posejdona i Helija te je dosudio da korintski Isthmus pripadne Posejdonu, a da korintska akropola bude posvećena Heliju.

## Vanjske poveznice
- Hekatonhiri u klasičnoj literaturi i umjetnosti (engl.)